# Karos (Hungria)
Karos é um município da Hungria, situado no condado de Borsod-Abaúj-Zemplén. Tem 15,32 km² de área e sua população em 2015 foi estimada em 487 habitantes.